# モルヒネ徐放剤

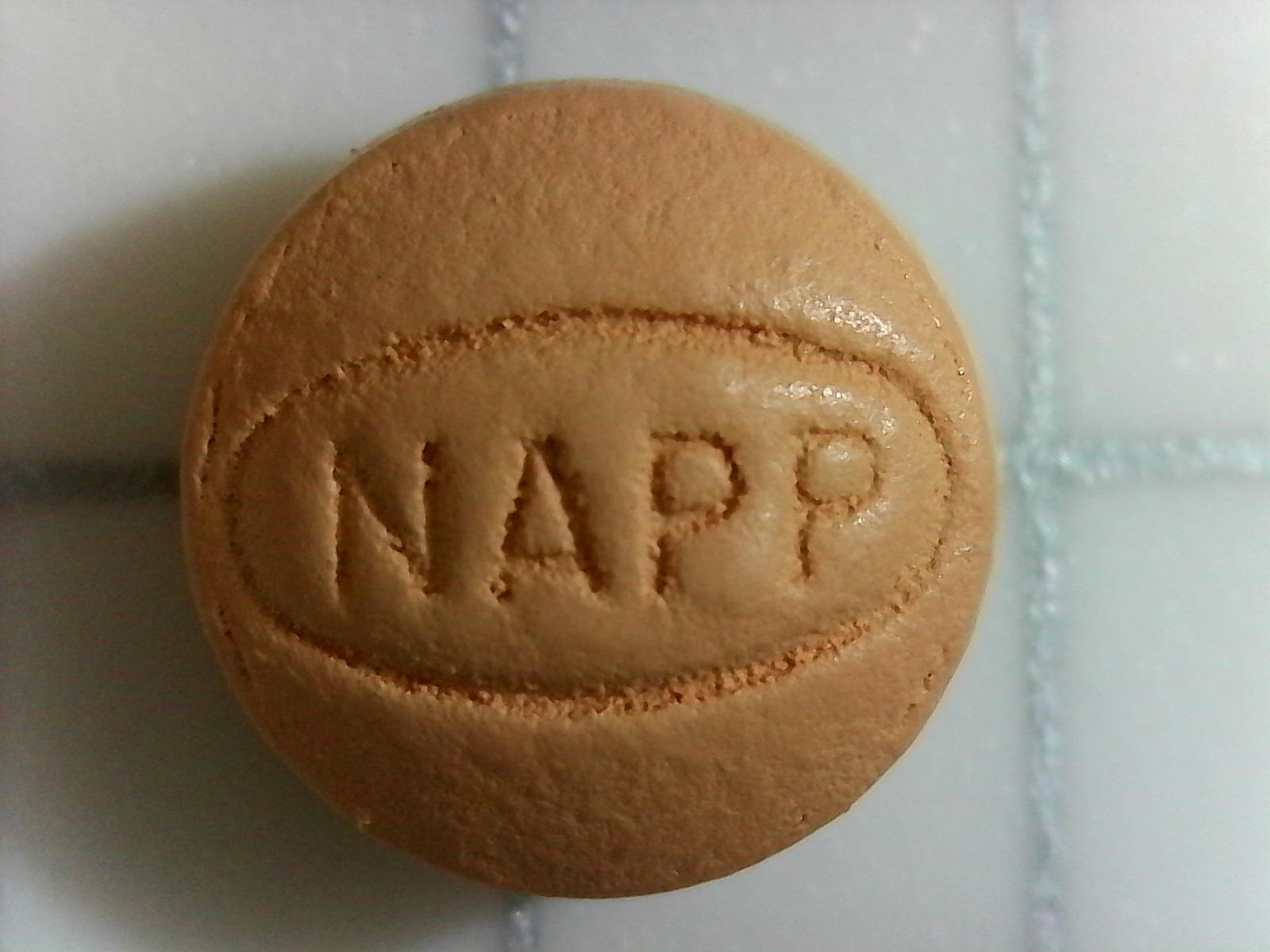
徐放剤の一種、MST CONTINUS^{TM}錠。服用は1日2回で良い。

モルヒネ徐放剤（もるひねじょほうざい）は、モルヒネの徐放製剤である。主に疼痛を管理するために用いられる。
水分を吸ったモルヒネが徐々に溶け出す、いわゆる徐放作用のある薬剤のため、効果が長く持続し、1日に薬を何度も服用する煩わしさから解放される。その一方で、服用時に噛んだり、あるいは砕いたり割ったりして服用すると、効果があらわれなくなる。

## 概要

### 効果
中枢神経系のオピオイド受容体に作用して痛みを抑える効果がある。特に、各種がんの激痛を抑えるのに用いられる。元々がんの痛みを抑えるには、モルヒネの粉薬や水薬があるが、これらは効き目は速いものの効果が持続せず、従って患者は1日に何度も薬を服用しなければならなかった。これが負担となる患者もいたため、平成元年（1989年）になって、モルヒネがゆっくりと溶け出す（徐放作用）MSコンチン錠が登場した。現在では、モルヒネがそれぞれ10ミリグラム、30ミリグラム、または60ミリグラムの3種類がある。構造上はスポンジ状の目の中にモルヒネが詰まっており、水分を吸収すると、モルヒネが時間をかけて溶け出すようになっている。そのため、服用から効果が表れるまでに1時間から1時間半ほど時間がかかる。血中濃度が最高になるのは3時間ほど経ってからである。また、効果の持続時間は約8時間から12時間となっており、その感覚に合わせて、1日2回12時間ごと、もしくは1日3回8時間ごとと時間決めで服用することによって、痛みのない状態を保つことができる。割ったり砕いたりすると効き目がなくなるので、飲み物と共にかまずに服用する必要がある。
中枢神経系や末梢神経系に分布するオピオイド受容体は、痛みの神経伝達経路を抑制への方向に調整する。つまり、オピオイド受容体が刺激を受けた場合、痛みを伝える神経の侵害刺激伝達が直接抑制されることになり、また、別の神経系統の下行性抑制系神経を介して間接的にも痛みが抑えられる。モルヒネはオピオイド受容体と結合することで、鎮痛効果を発揮する。オピオイド受容体には何種類かがあるが、鎮痛にかかわるのは、おもにμ（ミュー）受容体、次いでκ（カッパ）受容体で、モルヒネは、この2つを含めすべての受容体を活性させる。モルヒネを有効成分とするオピオイドの中でも、とりわけ強力な麻薬系の強オピオイド鎮痛薬で、有効限界のない薬（完全作動薬）とされるため、用量が増加するに従って作用も強くなる。WHO方式がん疼痛治療法では第3段階で、中等度から高度の疼痛に効果がある。　
MSコンチン以外にも、カディアンスティック及びカプセル、オプソ内服液粒120mg、モルヒネ塩酸塩錠、MSツワイスロンカプセル、モルペス細粒などの薬剤がある。

### ムンディファーマとの提携
塩野義製薬は、現在はムンディファーマ株式会社と業務提携してMSコンチンを製造・販売しているが、同社の日本法人発足前の1989年（平成元年）にはすでに提携を行って、MSコンチンを製造・販売していた。またムンディファーマ社は、2003年（平成15年）には同じく塩野義製薬を通じて、硫酸オキシコドン徐放錠（商品名「Oxycontin(オキシコンチン)」の製造・販売を開始した。

## 組成と服用

### 組成
- 成分・含量（1錠中）： モルヒネ硫酸塩水和物60mg
- 添加物： 無水乳糖、ヒドロキシエチルセルロース、セタノール、ステアリルアルコール、ステアリン酸マグネシウム、タルク、ヒプロメロース、マクロゴール400、酸化チタン、黄色5号アルミニウムレーキ

### 性状
- 性状・剤形：オレンジ色の丸いフィルムコーティング錠で、無臭である。
- 日本標準商品分類番号：878114
- 再審査結果公表年月（最新）:1993年9月（MSコンチン錠10mg, MSコンチン錠30mg）
- 薬効分類名：持続性癌疼痛治療剤

通常、成人は1日20～120mgを2回に分けて経口服用する。初回量は10mgとするのが望ましく、症状に応じて分量を増減する。 

### 使用上の注意
用法・用量
- 服用の際はかまない、また、割ったり砕いたりしない。
- 服用を忘れた時は、気が付いた時にすぐに服用し、あとは指示通りの時間に飲む。2回分を一度に服用しないこと。
- 誤って多く服用した場合は、医師または薬剤師に相談すること。
- 自分の判断で服用を中止しないこと。
- 副作用で眠気や眩暈が現れることがあるので、自動車の運転や危険をともなう機械の操作は避けること。また、飲酒により作用や副作用が強まる可能性がある。
- 便秘、悪心、嘔吐、眠気、傾眠、発疹、瘙痒感などの副作用が出た場合は、医師または薬剤師に相談すること。

以下のような場合は、担当の医師や薬剤師に伝えること
- 薬でかゆみ、発疹などのアレルギー症状が出た経験がある。
- 呼吸機能障害、気管支喘息
- 肝障害、心不全、痙攣
- 急性アルコール中毒
- 出血性大腸炎、細菌性下痢

また、妊娠または授乳中や、他にも薬を使用している場合（互いの作用に影響が出てくる）。痛い時だけの使用は慎み、痛みが残る場合や眠気が強い場合は医師に申し出ること。 
下記のような症状が出た場合には服用をやめること
- 顔面蒼白、息苦しい、眼や唇のまわりのはれ （ショック）
- 薬を飲む必要がないのに飲みたくなる （依存性）
- 息苦しい、息切れ、呼吸抑制
- まとまった思考ができない、話していることの意味が不明、実際には存在しない物や音が見えたり聞こえたりするように感じる。
- 錯乱、せん妄
- 便秘、お腹がはる、激しい腹痛 （麻痺性イレウス）